# فرانک بنتلی
فرانک بنتلی (انگلیسی: Frank Bentley؛ ۹ اکتبر ۱۸۸۶ – December 1958 (aged 72)) بازیکن فوتبال اهل بریتانیا بود.
از باشگاه‌هایی که در آن بازی کرده‌است می‌توان به باشگاه فوتبال استوک سیتی، باشگاه فوتبال تاتنهام هاتسپر و باشگاه فوتبال برنتفورد اشاره کرد.